# أليخاندرو فيليز
أليخاندرو فيليز (بالإسبانية: Alejandro Vélez)‏ (3 مارس 1988 بكولون (بنما) في بنما - ) هو لاعب كرة قدم بنمي في مركز الوسط. شارك مع منتخب بنما لكرة القدم. أما مع النوادي، فقد لعب مع أتليتيكو هويلا وبلازا أمادور وCortuluá ‏ وA.D. Santacruceña ‏ وRío Abajo F.C. ‏ ونادي ديبورتيفو أراب يونيدو ونادي تاورو ‏.

## وصلات خارجية
- أليخاندرو فيليز على موقع إي إس بي إن إف سي (الإنجليزية)
- أليخاندرو فيليز على موقع قاعدة بيانات كرة القدم.إي يو (الإنجليزية)
- أليخاندرو فيليز على موقع ناشيونال فوتبول تيمز (الإنجليزية)
- أليخاندرو فيليز على موقع Soccerway.com (الإنجليزية)
- أليخاندرو فيليز على موقع عالم كرة القدم.نت (الإنجليزية)